# Paris Open 1989
Il Paris Open 1989 è stato un torneo di tennis che si è giocato sul Sintetico indoor. È stata la 18ª edizione del Paris Open, che fa parte del Nabisco Grand Prix 1989. Il torneo si è giocato nel Palais omnisports de Paris-Bercy di Parigi in Francia, dal 30 ottobre al 6 novembre 1989.

## Campioni

### Singolare
Boris Becker ha battuto in finale  Stefan Edberg con il punteggio di 6–4, 6–3, 6–3

### Doppio
John Fitzgerald /  Anders Järryd hanno battuto in finale  Jakob Hlasek /  Éric Winogradsky con il punteggio di 7–6, 6–4